# ICMP
ICMP (на английски: Internet Control Message Protocol) е един от основните протоколи в Интернет комуникацията. Използва се главно от мрежови устройства като рутери за изпращане на съобщения за грешка, показвайки недостъпност на Интернет услугата или че хостът в Интернет не може да бъде достигнат. Програми, които използват протокола ICMP са ping, tracert, nmap и др.

## Структура на сегмента

### Хедър
ICMP хедъра започва след този на IPv4 и бива идентифициран с протоколен номер '1'. Всички ICMP пакети имат 8-байтов хедър и променлив размер на частта със съдържащите се данни. Първите 4 байта от хедъра са последователни. Първият байт е за ICMP типа. Следващият обозначава ICMP кода. Третият и четвъртият представляват сума за проверка на целостта на пакета за цялата информация, съдържаща се в него. Съдържанието на останалите 4 байта от хедъра е зависимо от типа и вида на ICMP пакета.
ICMP съобщенията за грешка съдържат частта с информацията в пакета, която включва в себе си целият IP хедър, заедно с първите 8 байта от съдържанието на IP пакета, причинил грешката.
След това ICMP пакета бива капсулиран в нов IP пакет.
| Битове | 0 – 7                   | 8 – 15                  | 16 – 23                 | 24 – 31                 |
| ------ | ----------------------- | ----------------------- | ----------------------- | ----------------------- |
| 0      | Тип                     | Код                     | Сума за проверка        | Сума за проверка        |
| 32     | Останала част от хедъра | Останала част от хедъра | Останала част от хедъра | Останала част от хедъра |

- Тип – ICMP тип.
- Код – Подтип на зададения тип.
- Сума за проверка – Информация за проверка за грешки и цялост, изчислена от ICMP хедъра и данните в пакета.
- Останала част от хедъра – 4-байтово поле, чиито пълнеж варира от типа и кода на ICMP пакета.

## Приложения
Известно приложение на ICMP протокола е в мрежовия диагностичен инструмент ping, който използва Echo-Request/Reply съобщения за да провери свързаността с отдалечен хост. С помощта на traceroute (tracert) може да се извлече информация за маршрута между два хоста – бройката и адресите на междинните маршрутизатори (рутери).

## Списък на възможните ICMP съобщения
Списъкът е непълен.
- 0 Ехо отговор
- 1 Резервирано
- 2 Резервирано
- 3 Дестинацията е недостъпна
- 4 Source Quench – Ако един хост изпраща твърде голям дебит от информация към друг хост, то ICMP Source Quench изпраща запитване към първия да намали скоростта си.[1]
- 5 Пренасочване на съобщение – Служи за поддръжка на таблиците за маршрутизация, като може да открива по-добри маршрути за датаграмите.[1]
- 6 Адрес на алтернативна машина
- 7 Резервирано
- 8 Ехо заявка
- 9 Рекламиране на рутер
- 10 Откриване на рутер